# Voulez-Vous (singolo)
Voulez-Vous è un singolo degli del gruppo musicale svedese ABBA, secondo estratto dall'omonimo album, pubblicato nel 1979 dalle etichette Polar Music, Epic Records e Atlantic Records.

## Descrizione
Voulez-Vous è stata scritta da Benny Andersson e Björn Ulvaeus e cantata sia da Agnetha Fältskog che da Anni-Frid Lyngstad, con parti all'unisono. Pubblicato nel corso dell'agosto 1979 dalla Polar Music, il singolo è stato inciso come un doppio lato A con Angeleyes in Regno Unito. In altri paesi Angeleyes costituiva un singolo a sé, mentre negli Stati Uniti è stata resa disponibile una versione estesa. Oltre che in Voulez-Vous, il brano è reperibile anche nell'album ABBA Gold - Greatest Hits, mentre Angeleyes è incluso in More ABBA Gold.
Nonostante ad oggi sia una delle canzoni più note della band, il singolo al tempo non riscosse un particolare successo: in Europa arrivò alla prima posizione solo in Belgio, in Regno Unito e Irlanda si fermò al terzo posto mentre in Olanda si piazzò al più quarto. In Francia, Spagna e Sud Africa giunse nono mentre in Germania Ovest all'undicesima posizione. Nell'isola britannica il brano riuscì a scalare alla vetta grazie alla cover degli Erasure, che inclusero la traccia nel loro EP Abba-esque.

## Tracce
Vinile 7"
Lato A
1. Voulez-Vous

Lato B
1. Angeleyes

Vinile 12"
Lato A
1. Voulez-Vous

Lato B
1. Does Your Mother Know

Ristampa 1992 CD
Lato A
1. Voulez Vous

Lato B
1. Summer Night City